# Mafia (série)
Mafia é uma série de jogos eletrônicos de ação e aventura originalmente criados e desenvolvidos pela 2K Czech (ex-Illusion Softworks). Desde o terceiro título, no entanto, os jogos são desenvolvidos pela Hangar 13 e publicados pela 2K Games.
Os jogos da série Mafia são ambientados em locais fictícios modelados a partir de cidades americanas e geralmente ocorrem em um cenário histórico, desde o Lost Heaven da era da Grande Depressão no jogo original, até 1960, em New Bordeaux em Mafia III. A jogabilidade se concentra em um ambiente de mundo aberto onde o jogador pode escolher missões para progredir em uma história geral, bem como se envolver em atividades paralelas, embora de uma maneira mais linear. O modo de jogo livre em Mafia, Mafia III, Mafia: Definitive Edition e os pacotes de expansão para Mafia II, no entanto, permitem que os jogadores acionem missões do mundo aberto.
A série Mafia concentra-se em diferentes protagonistas que tentam ascender (e subsequentemente caem em desgraça ou estão desiludidos com o estilo de vida ilícito) nas fileiras do submundo do crime, embora seus motivos variem em cada jogo. Os antagonistas são geralmente personagens que traíram o protagonista ou sua organização, ou personagens que têm o maior impacto impedindo o progresso do protagonista.
Em 14 de maio de 2020, a publicadora 2K Games anunciou o Mafia: Trilogy, contendo uma remasterização do segundo jogo, uma edição estendida do terceiro e um remake do original, todos os três desenvolvidos pelo Hangar 13.
Em agosto de 2022 Roman Hladík, o gerente geral do Hangar 13 anuncia que um quarto jogo da série começou a ser feito.

## Jogos
| Year | Titulo                          | Produtor           | Plataformas                             | Plataformas             | Plataformas | Plataformas |
| ---- | ------------------------------- | ------------------ | --------------------------------------- | ----------------------- | ----------- | ----------- |
| Year | Titulo                          | Produtor           | Consola                                 | PC                      | Mobile      |             |
| 2002 | Mafia                           | Illusion Softworks | PlayStation 2, Xbox                     | Microsoft Windows       |             |             |
| 2010 | Mafia II                        | 2K Czech           | PlayStation 3, Xbox 360                 | Microsoft Windows, OS X |             |             |
| 2010 | Mafia II: The Betrayal of Jimmy | 2K Czech           | PlayStation 3, Xbox 360                 | Microsoft Windows       |             |             |
| 2010 | Mafia II: Jimmy's Vendetta      | 2K Czech           | PlayStation 3, Xbox 360                 | Microsoft Windows       |             |             |
| 2010 | Mafia II: Joe's Adventures      | 2K Czech           | PlayStation 3, Xbox 360                 | Microsoft Windows       |             |             |
| 2010 | Mafia II Mobile                 | Twistbox           |                                         |                         | Mobile      |             |
| 2016 | Mafia III                       | Hangar 13          | PlayStation 4, Xbox One                 | Microsoft Windows, OS X |             |             |
| 2016 | Mafia III: Rivals               | Hangar 13          |                                         |                         | Mobile      |             |
| 2020 | Mafia: Definitive Edition       | Hangar 13          | PlayStation 4, Xbox One                 | Microsoft Windows       |             |             |
| 2025 | Mafia: The Old Country          | Hangar 13          | PlayStation 5, Xbox Series X e Series S | Microsoft Windows       |             |             |